# Edi Rama
Edvin Kristaq Rama, detto Edi (Tirana, 4 luglio 1964), è un politico, ex cestista, docente, pittore e pubblicista albanese, attuale primo ministro dell'Albania in carica dal 15 settembre 2013.

## Biografia
Edvin "Edi" Rama è figlio di Kristaq Rama, uno scultore di Durazzo, e del medico Aneta Rama (nata Koleka). Da giovane ha giocato per la Dinamo Basketball Club ed è stato convocato in Nazionale alla fine degli anni '80. Al momento della caduta del regime socialista, lavorava come docente all'Accademia delle Arti di Tirana, dove si era già formato come pittore. In questo periodo sposò Matilda Makoci, dalla quale ha un figlio. Nel 1994 i due divorziarono ed Edi Rama emigrò in Francia. Lì ha partecipato, principalmente a Parigi, a varie mostre d'arte insieme al suo amico Anri Sala.
Rama ha partecipato attivamente ai primi movimenti pro-democrazia in Albania nei primi anni '90. Ha criticato il Partito Democratico d'Albania al potere sotto Sali Berisha per la corruzione e ha iniziato la sua carriera come artista riconosciuto a livello internazionale. Nel 1998 Rama è tornato in Albania in occasione del funerale di suo padre e durante il suo soggiorno il nuovo primo ministro socialista Fatos Nano gli propose di nominarlo ministro della cultura, della gioventù e dello sport nel suo governo.

## Carriera politica
Nel 1992 Rama è stato coautore con il suo vecchio amico Ardian Klosi di un libro intitolato Refleksione (traduzione letterale "Riflessioni"), offrendo intuizioni sull'emigrazione, sull'economia e il futuro dell'Albania. È un membro fondatore del Movimento per la democrazia, un gruppo politico che ha svolto un ruolo importante durante la ribellione del 1997 innescata dal fallimento di alcune società piramidali organizzate secondo lo schema Ponzi. Articoli di Rama sono apparsi in diversi giornali e riviste locali come Klan Magazine, Shekulli e come Koha Jone, Rama è un ex membro del comitato direttivo della Open Society Foundations, una fondazione non profit istituita e finanziata dal finanziere e filantropo George Soros. È stato membro del consiglio consultivo regionale del Programma delle Nazioni Unite per lo sviluppo.

### Ministro sotto Pandeli Majko e Ilir Meta
Già insegnante di Lettere presso l'Accademia delle Arti di Tirana, è stato ministro della Cultura, della Gioventù e dello Sport negli anni 1998-2000, durante i governi Majko e Meta, dopo che già Fatos Nano gli aveva proposto lo stesso ministero nel suo governo, sempre nel 1998.
Come ministro, Rama è divenuto immediatamente noto all'opinione pubblica per le sue stravaganze, incluso il suo stile di vestire colorato. I suoi progetti culturali innovativi, uniti al suo stile politico ribelle, hanno aiutato Rama a raggiungere un livello di approvazione senza precedenti tra i giovani, i quali hanno giocato un ruolo cruciale nella sua successiva elezione come sindaco di Tirana.

### Sindaco di Tirana e leader del Partito Socialista

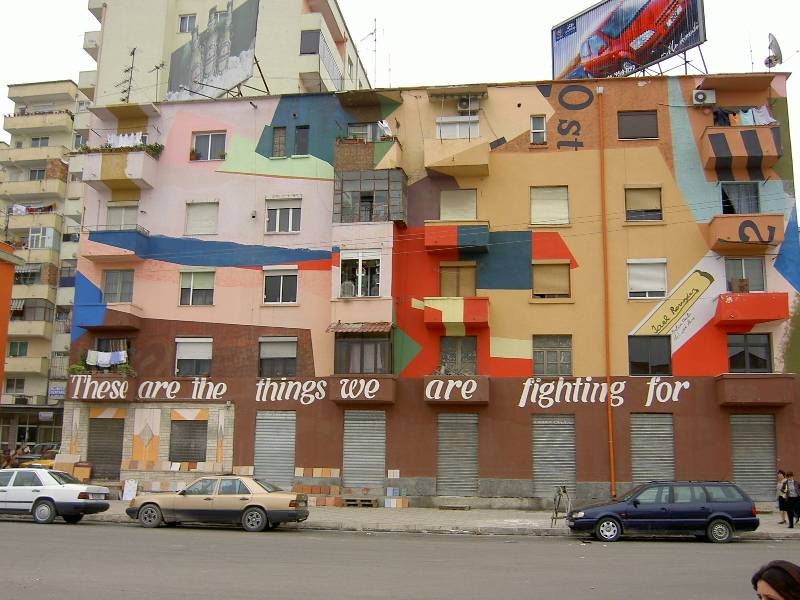
Case colorate a Tirana

Nell'ottobre del 2000 si è candidato per la carica di sindaco di Tirana vincendo le elezioni comunali contro il rivale Besnik Mustafaj.
Nel febbraio 2003 Rama è stato scelto come visiting professor dell'anno accademico 2002/2003 del programma Robert C. Wood per gli affari pubblici ed urbani all'Università del Massachusetts e all'Università Harvard.
Il 12 ottobre 2003 Rama è rieletto sindaco di Tirana. Allo stesso tempo, Edi Rama ha aderito al Partito Socialista d'Albania.
Dopo le dimissioni del suo leader precedente, Fatos Nano, il 9 ottobre 2005 è divenuto segretario del Partito Socialista d'Albania.
L'8 febbraio 2007 ha vinto per la terza volta le elezioni comunali di Tirana contro il candidato del Partito Democratico Sokol Olldashi.
Il 28 giugno 2009 il Partito Socialista d'Albania, sotto la sua guida, ha perso le elezioni parlamentari. La sinistra albanese, all'opposizione, ha protestato con forza e chiesto il riconteggio dei voti come conseguenze delle accuse di brogli rivolte al primo ministro Sali Berisha.
Il 26 settembre 2009 Edi Rama è stato rieletto segretario del Partito Socialista d'Albania per i successivi quattro anni. Dai risultati pubblicati dal partito, hanno partecipato alle elezioni circa 56 000 iscritti su 82 177 aderenti del Partito Socialista d'Albania, percentuale superiore al 65%. Rama ha prevalso con il 93% dei voti, contro Maqo Lakrori.
Il 21 gennaio 2011 una manifestazione dell'opposizione socialista contro il governo albanese viene repressa con la forza dal ministro degli Interni Lulzim Basha e negli scontri muoiono quattro manifestanti. Rama, come capo dell'opposizione, gli dà dell'"assassino", in quanto la Guardia Repubblicana, accusata delle uccisioni, fa capo direttamente a Basha. L'episodio, apice dello scontro politico in Albania, ha anche l'effetto di rimandare l'integrazione europea del paese: l'UE rigetta la candidatura del paese all'adesione. Per questo episodio la candidatura di Basha a sindaco di Tirana sembra in bilico, ma alla fine Berisha gli riconferma la fiducia.
Alle elezioni amministrative per il comune di Tirana svolte nel 2011 Rama non viene rieletto per la quarta volta, battuto dal candidato della coalizione "Alleanza per i cittadini" Lulzim Basha, nuovo primo cittadino della capitale albanese, dopo un lungo e controverso processo di conteggio dei voti, per soli 95 voti.

#### Impatto sulla capitale
L'impatto più celebre di Rama è stato la demolizione dei chioschi costruiti illegalmente dopo la caduta del comunismo nel parco centrale della città, Parku Rinia ("Parco della gioventù"). Un altro degli obiettivi principali della sua amministrazione è stato il risanamento del fiume Lana: ha fatto demolire alcuni edifici abusivi sulle rive, pericolosi in caso di piena, ed ha portato avanti un'opera di pulizia delle sponde e di purificazione delle acque ricche di batteri del tipo Escherichia coli.
Come sindaco ha compilato il nuovo Piano regolatore della città di Tirana, rendendolo molto più ecologico ed includendo il progetto di ristrutturazione di Piazza Scanderbeg. Il progetto Green ha portato alla creazione di 96 700 metri quadrati di terreno verde e la piantagione di circa 1 800 alberi. Ha anche ordinato il restauro di molti vecchi edifici, soprattutto con il colore. La tinteggiatura ha dato alla città uno stile unico, trasformandola improvvisamente in un'attrazione turistica. Rama ha anche migliorato la mobilità ampliando molte delle strade esistenti e pavimentandone di nuove. Secondo una relazione dell'UNDP, Rama ha svolto un ruolo fondamentale nella modernizzazione del governo locale, che ha autorizzato i comuni per la prima volta ad esercitare un potere reale per influenzare la vita delle loro comunità.
Sul suo lavoro di sindaco ebbe a dire: "È il lavoro più eccitante del mondo, perché si arriva a inventare e a lottare per una buona causa di tutti i giorni. Essere il sindaco di Tirana è la più alta forma di arte concettuale. È arte allo stato puro".
Nel mese di ottobre 2002, in occasione della Giornata internazionale per l'eliminazione della povertà, al sindaco Rama è stato attribuito un premio per il suo lavoro sulle questioni ambientali che ha contribuito alla lotta contro la povertà. Il premio gli è stato consegnato alle Nazioni Unite dal segretario generale Kofi Annan.
Nel dicembre 2004 Rama è stato nominato "Sindaco del mondo 2004", in un concorso internazionale basato sul voto diretto da internet, organizzato dalla fondazione City Mayors con sede a Londra.
Rama è stato scelto dal Time Magazine come uno degli eroi europei del 2005, un tributo a 37 persone che stanno cambiando il mondo in meglio.

### Primo ministro dell'Albania

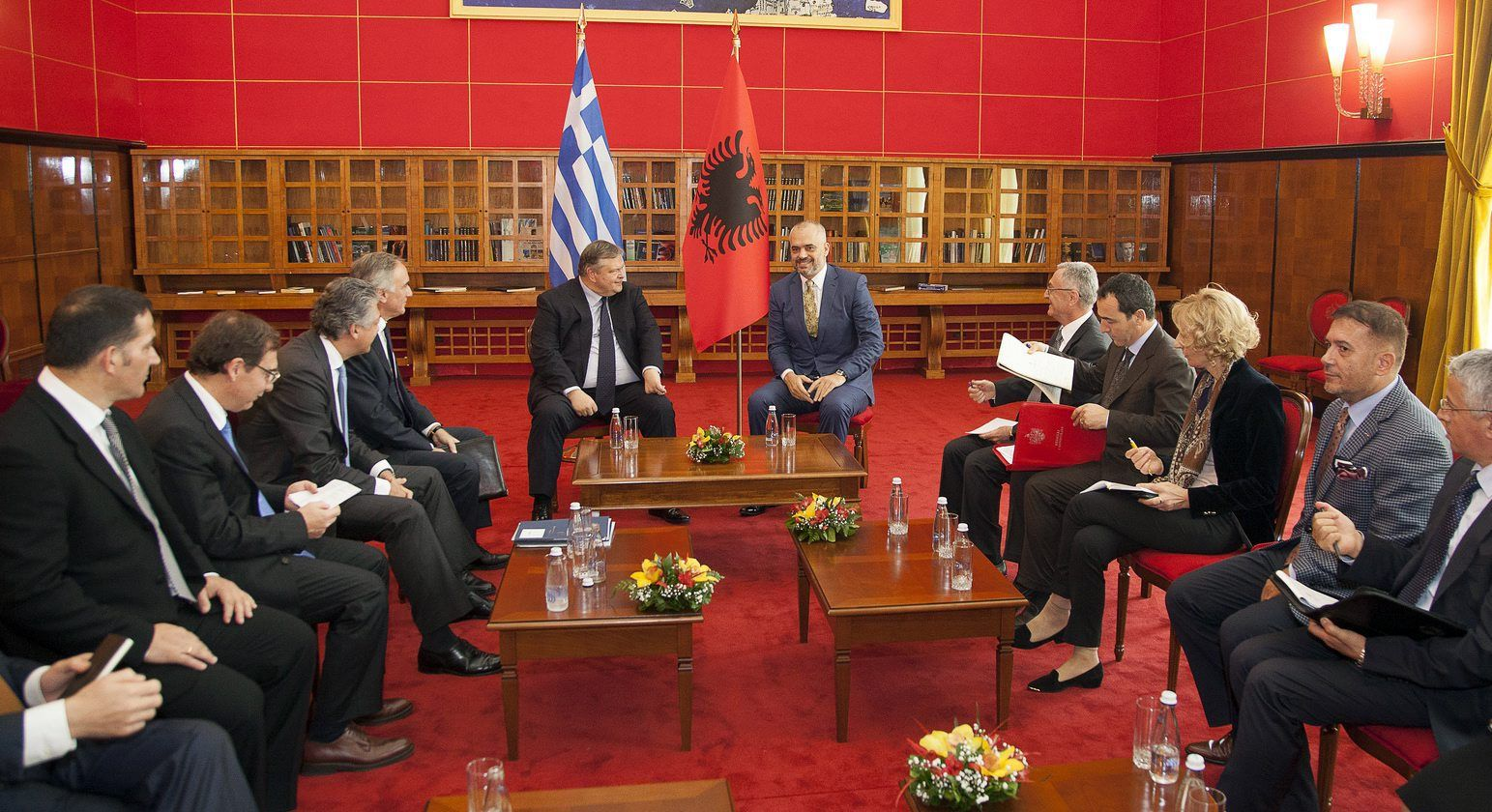
Edi Rama con Evangelos Venizelos.

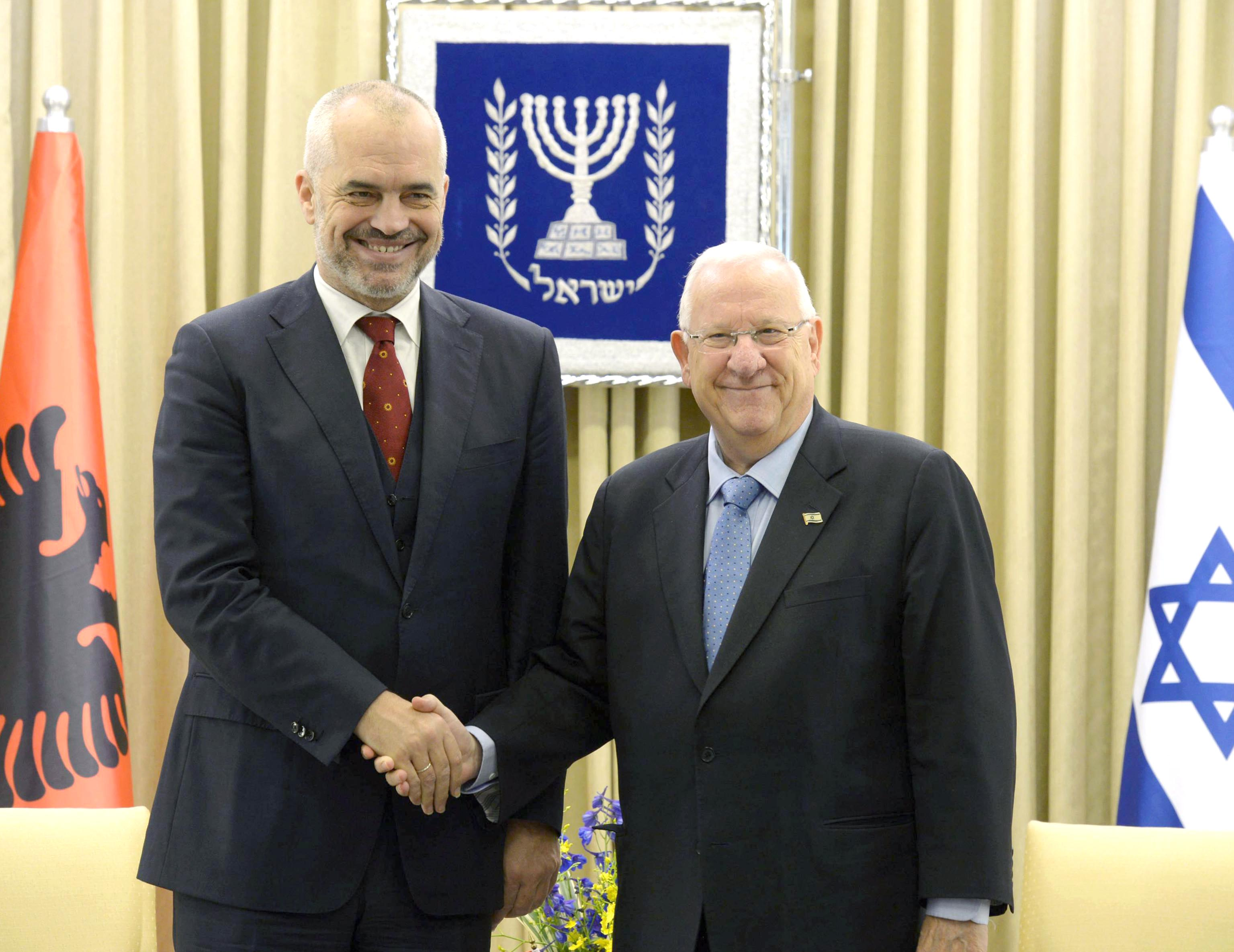
Edi Rama con il presidente israeliano Reuven Rivlin.

Nel 2013 ha vinto le elezioni politiche, succedendo a Sali Berisha nel ruolo di primo ministro.
Una delle priorità costanti di Rama è stata quella di rafforzare l'economia e di democratizzare le istituzioni statali. Ha avuto un ruolo centrale nella negoziazione del processo di Berlino. Il governo Rama ha investito massicciamente nell'ammodernamento, nella formazione e nel miglioramento dei benefici finanziari della forza di polizia. Durante il suo mandato, il governo ha attuato numerose riforme, tra cui la ristrutturazione e la modernizzazione del potere giudiziario (uno dei più corrotti e inefficaci in Europa in quel momento) e dell'applicazione della legge dell'Albania. Nel 2016 il Parlamento ha approvato la "legge di verifica". Sulla base di questa legge, qualunque giudice o procuratore che non può spiegare la sua fonte di ricchezza o le precedenti sentenze dubbie sarà squalificato a vita dall'esercizio delle sue funzioni. Nel novembre 2016 l'Unione europea ha dichiarato che una riuscita attuazione della legge sul controllo resta il solo criterio da soddisfare prima di iniziare i colloqui per l'adesione dell'Albania.
Un'altra riforma fondamentale è stata la riforma del settore energetico, lasciata all'orlo del fallimento da un precedente tentativo di privatizzazione fallito. Il suo governo ha proceduto con successo alla riscossione di miliardi di lek di fatture non pagate e investito pesantemente nella modernizzazione dell'obsoleta rete di distribuzione dell'energia. Anche altre politiche economiche hanno avuto successo. La crescita economica è passata dallo 0,5% nel 2013 al 3,5% nel 2016 e superò il 4% nel 2017. La disoccupazione è stata ridotta costantemente grazie ai 183.000 nuovi posti di lavoro creati tra il 2014 e il 2017. Inoltre, con il 14,7%, nel 2016 l'Albania aveva il quarto tasso di disoccupazione più basso nei Balcani.

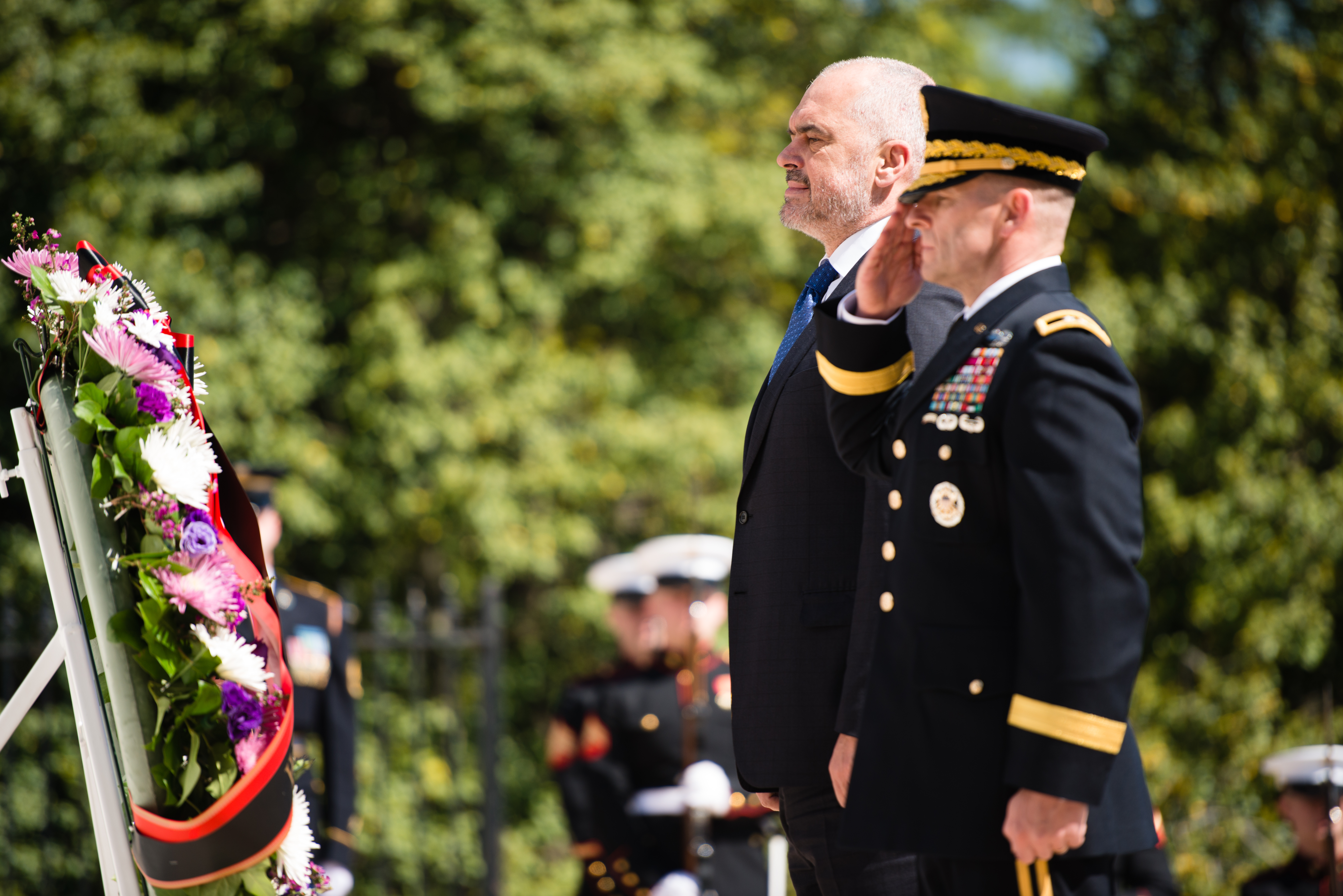
Edi Rama posa una corona alla tomba del milite ignoto nel cimitero nazionale di Arlington il 13 aprile 2016.

Altre riforme importanti sono state la riforma amministrativa, la riforma del sistema sociale e pensionistico e la riforma dell'istruzione superiore. Internazionalmente, Rama sta perseguendo uno storico tentativo di riconciliazione tra albanesi e serbi. Il 10 novembre 2014, dopo sessantotto anni dall'ultima visita di un capo di governo albanese in Serbia, ha incontrato a Belgrado il primo ministro serbo Aleksandar Vučić. L'incontro, fortemente caldeggiato dall'Unione europea, ha rappresentato un tentativo di normalizzare i rapporti tra i due stati balcanici, da tempo in lite riguardo allo status giuridico del Kosovo. Il 27 maggio 2015 ha incontrato Aleksandar Vučić a Tirana per discutere della costruzione di un'autostrada che colleghi i due paesi, passando per il Kosovo. È stata la prima volta che un leader serbo ha visitato l'Albania.

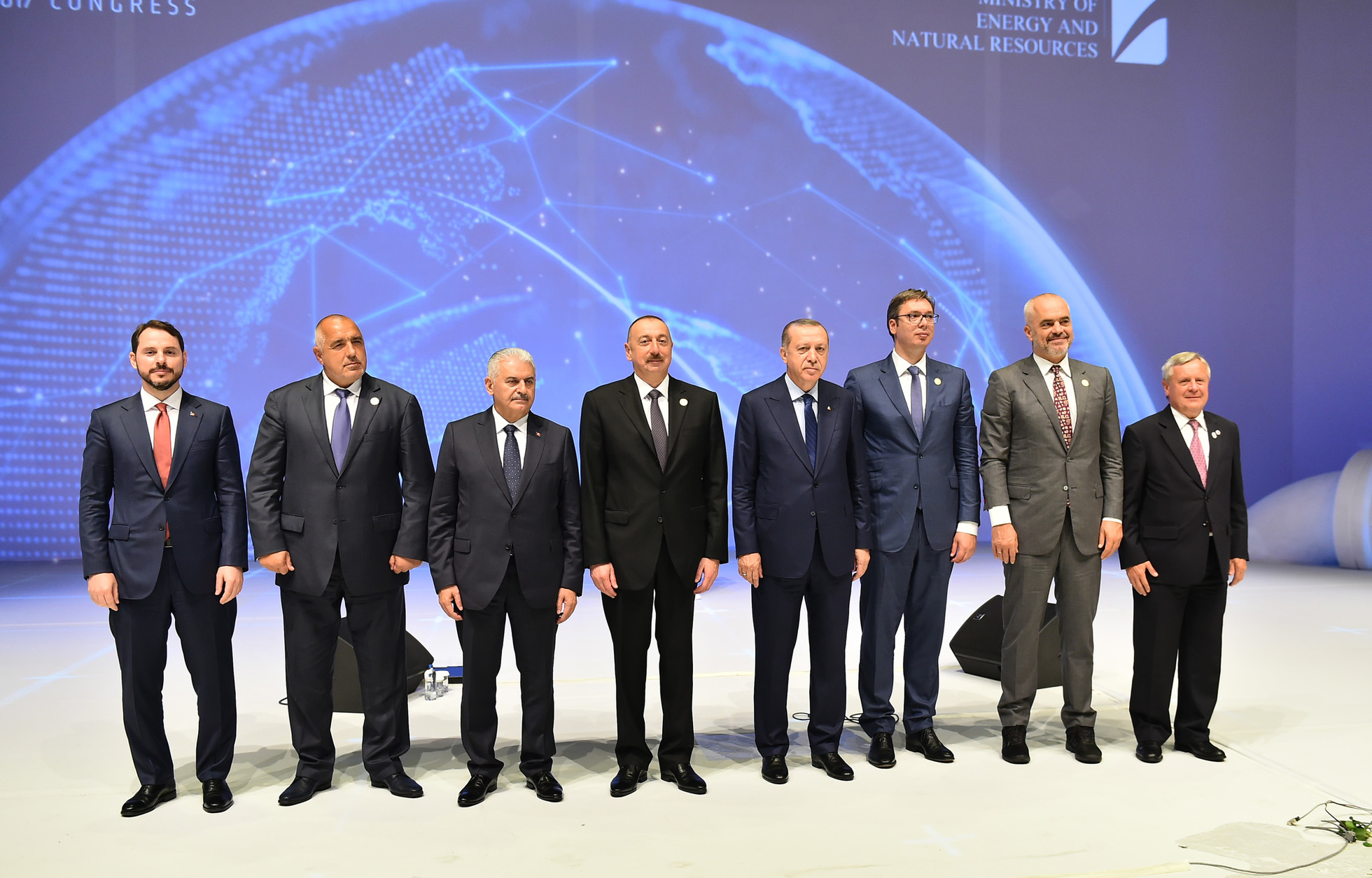
Edi Rama al 22º Congresso mondiale del petrolio a Istanbul nel 2017.

In una visita al Forum economico di Niš, Rama ha confrontato il processo di riconciliazione albanese e serba con la riconciliazione storica tra i francesi e i tedeschi dopo la seconda guerra mondiale.
Sotto il suo mandato, il governo ha posto l'uguaglianza di genere al centro del suo ordine del giorno. Nel 2017 quasi il 50% dei ministri erano donne, il maggior numero di donne nella storia del governo del paese.
Altro punto fondamentale del programma di Rama è stata la lotta al traffico di droga, che aveva uno dei suoi più importanti centri a livello mondiale nella cittadina di Lazarat, famosa soprattutto per l'imponente produzione di cannabis, tanto da essere soprannominata la capitale della marijuana. Nel piccolo comune albanese venivano infatti prodotte circa 900 tonnellate di cannabis all'anno, per un valore complessivo di circa 4,5 miliardi di euro, quasi la metà dell'intero prodotto interno lordo del Paese. Dalla prima metà degli anni '90 Lazarat era luogo di grandi affari fino al 18 giugno 2014, quando il primo ministro Rama ha ordinato la distruzione delle piantagioni. Circa 800 agenti dei reparti speciali e due battaglioni dell'esercito hanno assediato la città con lo scopo di bruciare le piantagioni. L'operazione antidroga ha portato al sequestro di 10 tonnellate di marijuana e alla distruzione di decine di migliaia di piante di cannabis. La missione ha portato alla perquisizione di 319 ettari di terreno coltivati a cannabis e all'arresto di 56 persone.
Il Partito Socialista, guidato da Rama, vinse di misura nelle elezioni parlamentari del 2017.
Rama e Ramush Haradinaj, allora primo ministro del Kosovo, ebbero uno scontro nel 2019, dovuto a una divergenza di vedute riguardo all'istituzione della Open Balkan. Rama affermò che Haradinaj "mente o per ignoranza o volontariamente". Nel 2020 Rama denunciò Haradinaj per diffamazione.
Nelle elezioni parlamentari del 2021 il Partito Socialista di Rama confermò i suoi seggi, potendo così continuare a governare da solo.
Nel 2023 il salario minimo fu portato a 40 000 lek (404 euro) al mese, rispetto ai 24 000 lek a cui era arrivato nel 2017. Durante il 2024 e il 2025 il governo di Rama ha aumentato i salari nella pubblica amministrazione; il salario medio lordo nel pubblico impiego toccò i 1040 euro.
Nelle elezioni parlamentari del 2025 il Partito Socialista di Rama ha guadagnato seggi, passando dai 74 agli 83 sui 140 deputati dell'Assemblea.
Nel giugno 2025, fu pesantemente criticato per la sua ipocrisia, dopo aver criticato il Regno Unito per aver inviato richiedenti asilo in Paesi terzi in un'intervista al Guardian. Ciò contraddice lo stesso tipo di accordo firmato con l'Italia. Rama, inoltre, si inginocchiò nel dare il benvenuto al Primo Ministro italiano, Giorgia Meloni. Questo gesto di inginocchiamento viene interpretato come una subordinazione dell'Albania all'Italia, che invase e occupò il Paese dal 1939 al 1943.